# هروه باتومنیلا
هروه باتومنیلا (انگلیسی: Hervé Batoménila؛ زادهٔ ۱۸ مهٔ ۱۹۸۴) بازیکن فوتبال اهل فرانسه است.
از باشگاه‌هایی که در آن بازی کرده‌است می‌توان به باشگاه فوتبال دیژون و باشگاه فوتبال پاریس اشاره کرد.